# Vestervig
Vestervig – miasto w Danii, w regionie Jutlandia Północna, w gminie Thisted.